# Dorfkirche Zachow (Ketzin/Havel)

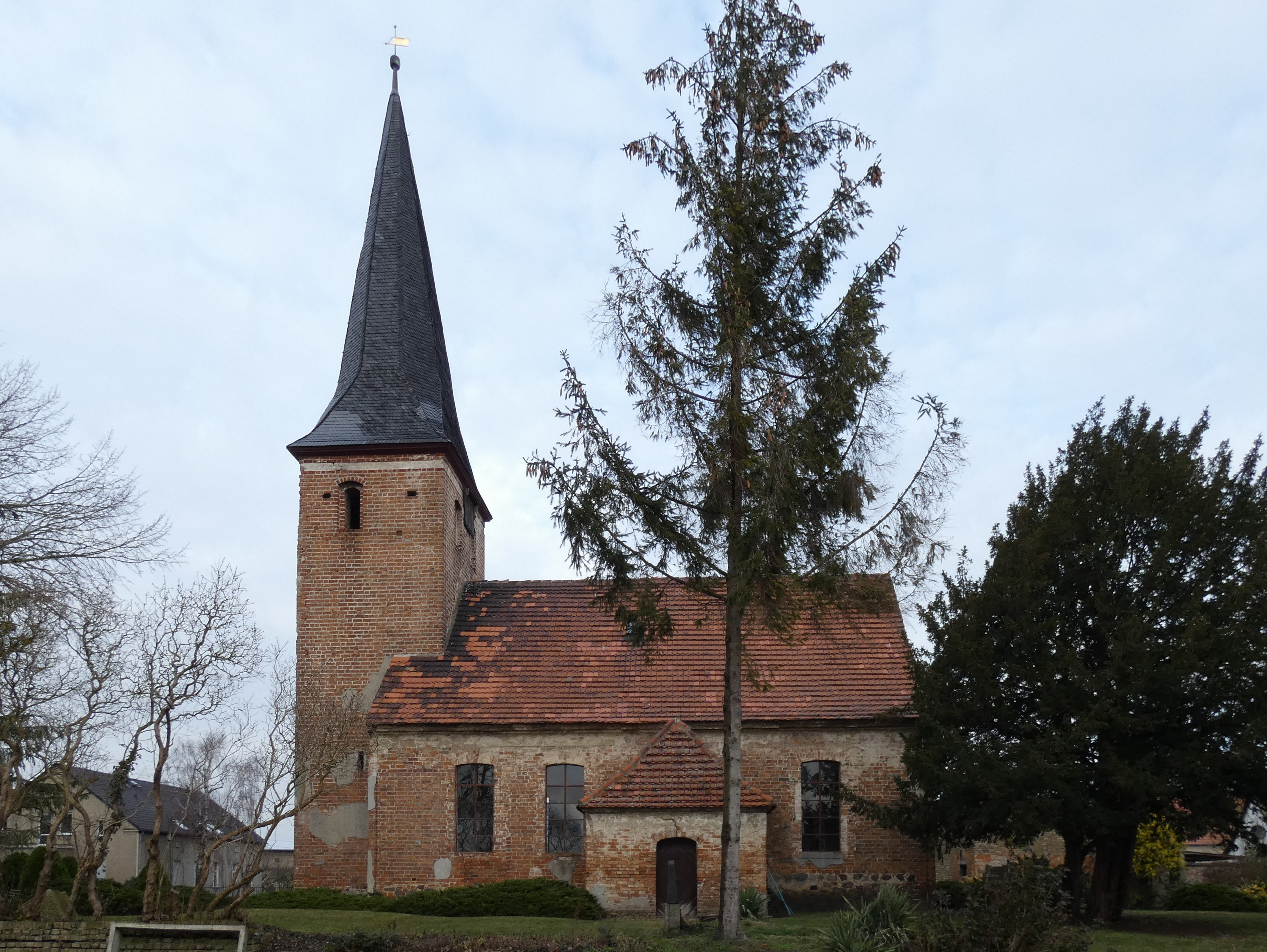
Die Dorfkirche von Süden

Die Dorfkirche Zachow ist eine Saalkirche im Ort Zachow in der Stadt Ketzin/Havel. Die Kirche gehört zum Evangelischen Kirchenkreis Nauen-Rathenow der Evangelischen Kirche Berlin-Brandenburg-schlesische Oberlausitz. Sie ist als Baudenkmal ausgewiesen.

## Geschichte
Einen Kirchenbau in Zachow gab es vermutlich bereits 12. Jahrhundert. Das Alter der Dorfkirche lässt sich nicht exakt datieren. Es handelt sich jedoch um eine im Ursprung mittelalterliche Kirche, die im Stil der Gotik errichtet wurde. Im Jahr 1721 wurde der Bau umfangreich im Stil des Barock umgestaltet und ergänzt. Die Empore im Westen des Bauwerks wurde 1897 vergrößert. Das Bauwerk ist im Jahr 2023 stark sanierungsbedürftig.

## Außengestaltung

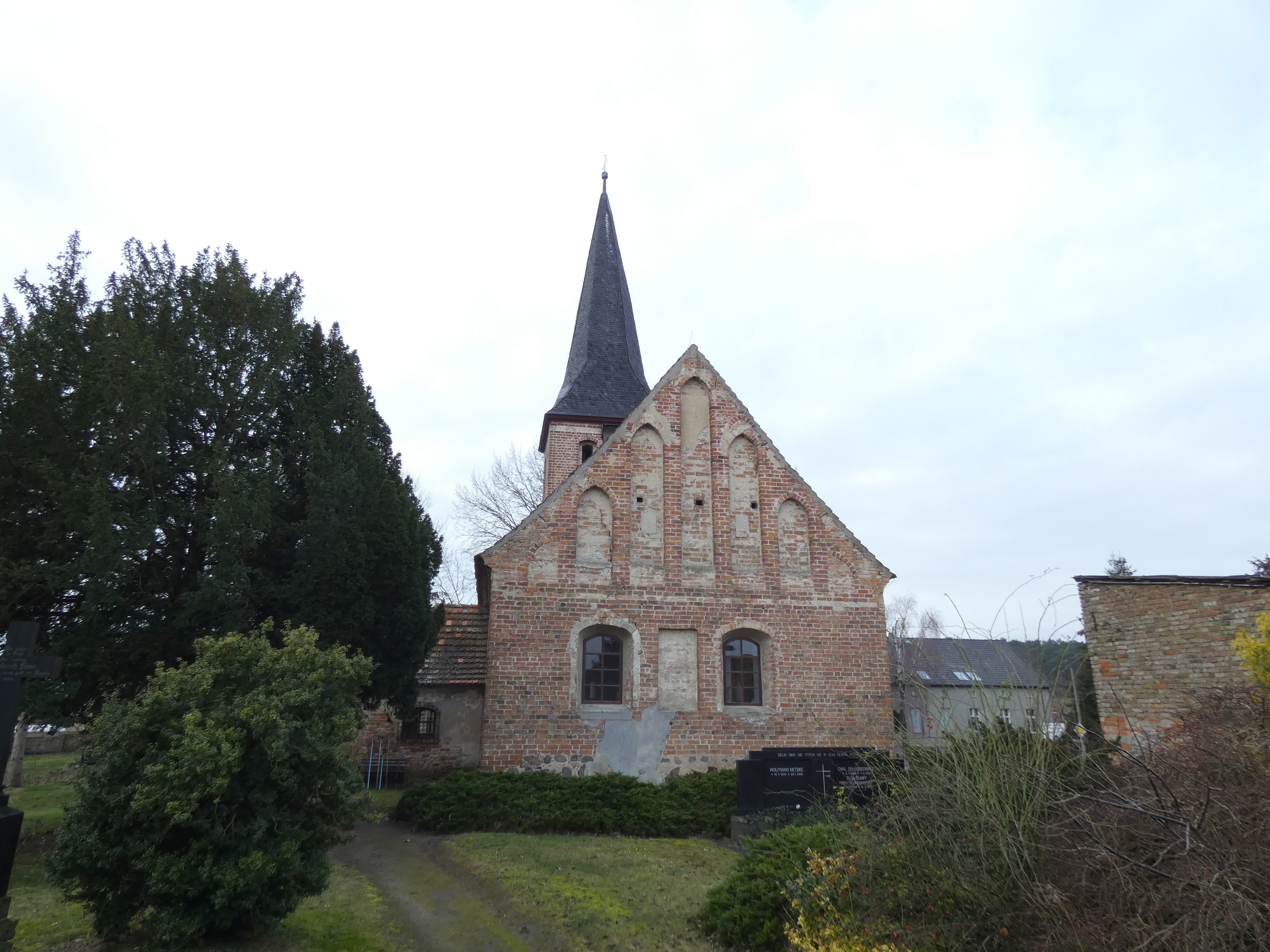
Gotischer Blendengiebel

Die Dorfkirche Zachow ist zum überwiegenden Teil aus rotem Backstein gemauert. Im unteren Bereich des Kirchenschiffs und des Kirchturms finden sich teilweise auch verbaute Feldsteine. Ein Putz ist noch in Resten erkennbar, größtenteils jedoch bereits verloren gegangen, sodass das Mauerwerk großflächig frei liegt.
Der Westturm hat ein spitzbogiges Portal nach Westen, welches im oberen Bereich zugesetzt und umgestaltet wurde, sodass der Eingang einen Segmentbogen aufweist. Über dem Westportal befinden sich zwei rechteckige Blenden. Die Schallöffnungen für das Geläut sind segmentbogig gestaltet. Der Turmhelm ist hoch. Der Querschnitt dieses wechselt von rechteckig zu achteckig. Eingedeckt ist der Helm mit schwarzem Schiefer. Die Kirchturmspitze markieren Turmkugel und Wetterfahne.
Das Schiff hat große Segmentbogenfenster. Ein Südportal ist in einem kleinen Anbau eingearbeitet. Auffällig ist ein gotischer Blendengiebel an der Ostwand des Schiffs. Das Satteldach des Schiffs ist wie auch das Walmdach des südlichen Anbaus mit roten Biberschwänzen eingedeckt.

## Ausstattung
Im Inneren der Kirche befindet sich ein barocker Kanzelaltar aus dem Jahr 1717. Ebenfalls dem Barock ist ein Pastorenstuhl zuzurechnen. Der Innenraum ist mit Hunderten goldener Sterne ausgemalt. Im Turm hängt eine mittelalterliche Bronzeglocke.

## Kirchhof
Der Kirchhof wird noch immer als Friedhof genutzt. Begräbnisstellen der eingesessenen Bauernfamilien sind typisch mit gusseisernen Zäunen abgetrennt. Ein Grabstein des Pastors Heinrich Metze aus dem Jahr 1746 zeigt einen auffälligen Figurenschmuck.